# Quercus dilatata
Quercus dilatata es una especie de roble de la familia Fagaceae. Está clasificada en la sección Quercus, que son los robles blancos de Europa, Asia y América del Norte. Tienen los estilos cortos; las bellotas maduran en 6 meses y tienen un sabor dulce y ligeramente amargo, el interior de la bellota tiene pelo. Las hojas carecen de una mayoría de cerdas en sus lóbulos, que suelen ser redondeados.

## Descripción
Quercus dilatata es un gran roble de hoja perenne que puede alcanzar los 25-30 m de altura. Su tronco mide 2-3 m de diámetro. La corteza es de color marrón oscuro gris, arrugada, exfoliante en escamas longitudinales, las ramas y los brotes son pubescentes en un primer momento, llegando a ser glabros. Las gemas son ovaladas, puntiagudas y delgadas. Las hojas de 3-7 x 2,5-4 cm glabras y lustrosas gris arriba, obovales o oblongolanceolades, puntiagudas, base redondeada o cordada, coriáceas, margen dentado, con 4-9 dientes a cada lado, a veces del todo, con 8-12 venas pares; y el pecíolo de 0,5-1 cm. Las flores salen entre abril y mayo y sus frutos salen al cabo de 16-18 meses más tarde, en invierno. Las flores masculinas en amentos de 4-8 cm, caídos y flojos. Las bellotas miden 2-2,5 cm de largo, 1,6-1,8 cm de diámetro, subsésiles, puntiagudas y mucronadas, glabras, de color marrón en la madurez, están cerradas por una taza 1/3 o 1/2 , con, escaleras adpreses pubescentes y que maduran al cabo de 2 años.

## Distribución
Este tipo de roble crece en el Himalaya ( Nepal, Pakistán, Afganistán, a una altitud de 2000 a 3000 m.

## Taxonomía
Quercus dilatata fue descrita por Michele Tenore .
Etimología
Quercus: nombre genérico del latín que designaba igualmente al roble y a la encina.
dilatata: epíteto latíno que significa "expandida" 